# フラフラ豪傑
『フラフラ豪傑』（フラフラごうけつ）は、1925年（大正14年）製作・公開、池田富保監督による日本の長編劇映画、サイレント映画時代の剣戟映画である。

## 略歴・概要
1925年（大正14年）、日活太秦撮影所第一部が製作した作品で、「第一部」とは、1923年（大正12年）の関東大震災による東京の日活向島撮影所が京都に移転して以来、「第二部」となり現代劇を製作したのに対して、従来の時代劇を製作する部門を指す。黒雲魔太郎を演じた新妻四郎は、それまで撮影所の庶務係だった人物で、池田が抜擢し、本作をもって俳優に転向してスクリーンデビュー、のちには主演作もものす俳優となる。
当時の日活時代劇は、尾上松之助中心主義に翳りが見え始めた時期で、池田富保は、技師たちに反発されながらも、新しい時代劇映画を切り開いた。映画史家の田中純一郎によれば、本作は、池田が監督した『渡し守と武士』（1924年）や『落花の舞』（1925年）、辻吉郎が監督した『新撰組』（1925年）、高橋寿康が監督した『鞍馬天狗』（1925年）とともに、「革新への一里塚」となった作品として挙げられている。その革新とは、かつて「松之助」が演じた英雄のクリシェではなく、人間としての人格が与えられた、というものである。
本作の上映用プリントは、現在、東京国立近代美術館フィルムセンターにも、マツダ映画社にも所蔵されていない。現在、鑑賞することの不可能な作品である。

## スタッフ・作品データ
- 監督・原作・脚色 : 池田富保
- 撮影 : 中西与之助、久我範浪

- 製作 : 日活太秦撮影所第一部
- 上映時間（巻数 / メートル） : 66分[5]（6巻 / 1,829メートル）
- フォーマット : 白黒映画 - スタンダードサイズ（1.33:1） - サイレント映画
- 初回興行 : 神戸・錦座

## キャスト
- 尾上卯多五郎 - 張子虎右衛門
- 伊藤寿栄子 - 妻お爪
- 片岡松燕 - 虎之丞
- 尾上鶴五郎 - 下僕金平
- 嵐秀之助 - 修験者呑海
- 中村仙之助 - 医者良庵
- 新妻四郎 - 黒雲魔太郎
- 尾上桃華 - 手下伝蔵
- 市川正之助 - 手下三六
- 山崎市太郎 - 手下銅八
- 尾上小若 - 手下八十六
- 阪東巴左衛門 - 山田蝿龍軒
- 沢村春子 - 娘鉄江
- 片岡市女蔵 - 不頼武士横山
- 市川延車 - 大工健吉

## 註
1. ↑  『芸能人物事典 明治大正昭和』、日外アソシエーツ、1998年11月、「新妻四郎」の項。
2. 1 2 3  『日本映画発達史 II 無声からトーキーへ』、田中純一郎、中公文庫、1976年1月10日 ISBN 4122002966, p.44-45.
3. ↑  所蔵映画フィルム検索システム、東京国立近代美術館フィルムセンター、2010年2月19日閲覧。
4. ↑  主な所蔵リスト 劇映画＝邦画篇、マツダ映画社、2010年2月19日閲覧。
5. ↑  Film Calculator Archived 2008年12月4日, at the Wayback Machine.換算結果、コダック、2010年2月15日閲覧。